# Hội đồng Giáo dục Toronto

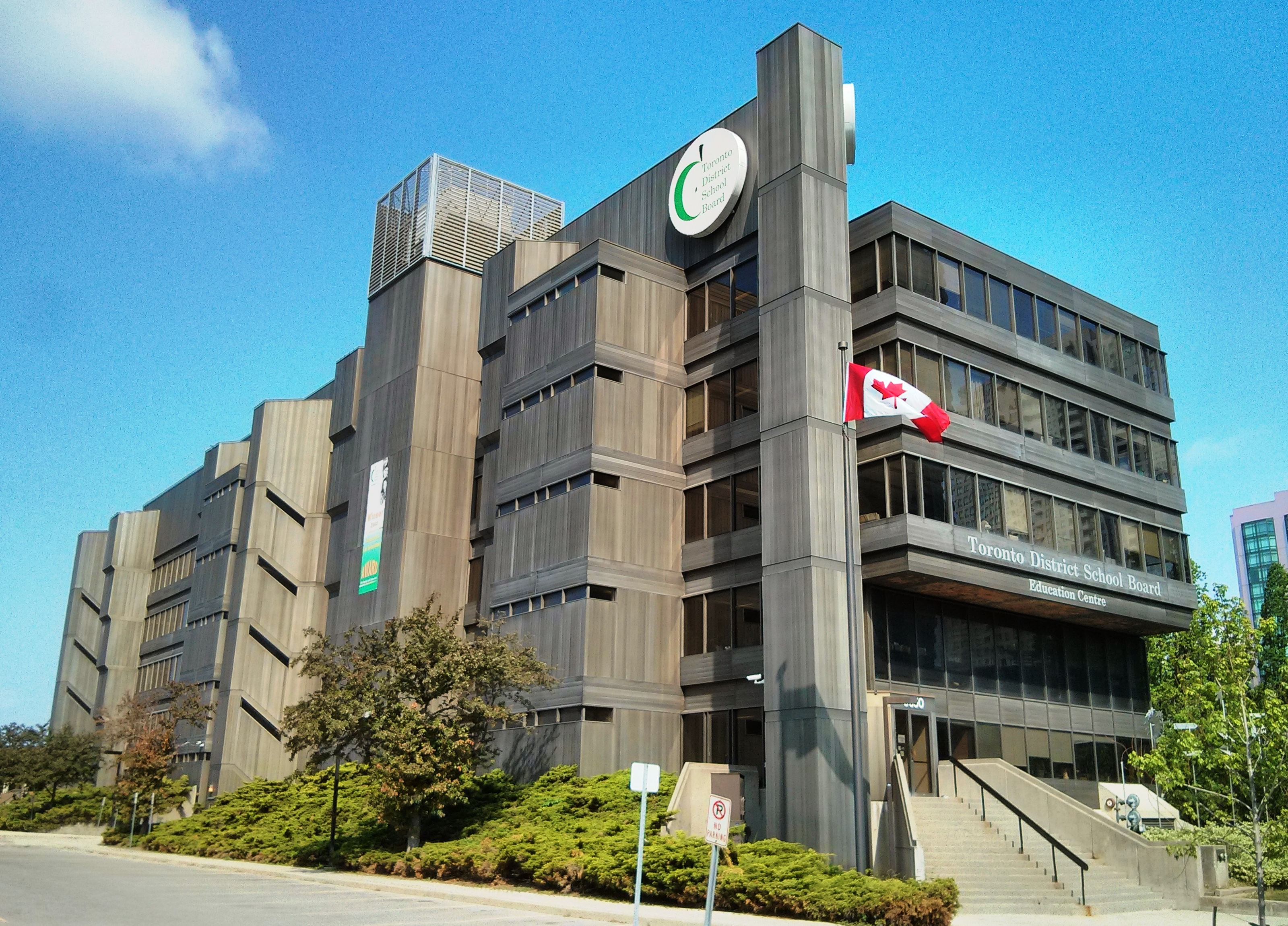
The Toronto District School Board Education Centre, located at 5050 Yonge Street in North York, is the headquarters of the Toronto District School Board.

Sở Giáo dục Toronto / Hội đồng Giáo dục Toronto (HĐGDT, tiếng Anh: Toronto District School Board, viết tắt tiếng Anh TDSB) là hội đồng giáo dục công cộng tiếng Anh cho Toronto, Ontario, Canada. Các cộng đồng nói tiếng Pháp công cộng thiểu số (Conseil scolaire Viamonde), Công giáo Anh (Hội đồng Học khu Công giáo Toronto), và Công giáo Pháp (Conseil scolaire de district catholique Centre-Sud) cộng đồng của Toronto cũng có hội đồng nhà trường và các trường học được tài trợ công cộng hoạt động trong cùng một khu vực, nhưng độc lập với TDSB. Trụ sở chính của hội đồng đóng ở North York.

## Lịch sử
Hội đồng Giáo dục Toronto đã được lập ra vào năm 1998 sau sự sáp nhập của các hội đồng nhà trường của York, East York, North York, Scarborough, Etobicoke, cũng như các trường học Toronto và các hội đồng trường học công vùng đô thị Toronto.
Trụ sở chính chuyển từ trụ sở Hội đồng giáo dục công cộng Toronto cũ ở 155 155 College Street đến 5050 Yonge Street, tiếp giáp với Quảng trường Mel Lastman. Trước khi hợp nhất năm 1998 của Metropolitan Toronto, toà nhà chiếm đóng bởi Hội đồng Giáo dục York Bắc.

## Tổ chức
Hội đồng Giáo dục Toronto là hội đồng nhà trường lớn nhất ở Canada và lớn thứ 4 ở Bắc Mỹ.
Có hơn 250.000 học sinh sinh viên trong gần 600 trường học trong TDSB. Trong số các trường học, 451 cung cấp giáo dục tiểu học, 102 cung cấp giáo dục cấp trung học, và có năm trường học ngày dành cho người lớn. TDSB có 16 trường tiểu học thay thế cũng như 20 trường học thay thế thứ cấp. TDSB có khoảng 31.000 nhân viên thường trực và 8.000 nhân viên tạm thời, trong đó bao gồm 10.000 giáo viên tiểu học và 5800 ở cấp trung học.
Tiến sĩ Christopher Spence, cựu Giám đốc của Hamilton-Wentworth District School Board và một cựu giáo viên trong hệ thống TDSB nhậm chức và Giám đốc mới vào ngày 1 tháng 7 năm 2009. Ông được kế nhiệm bởi Gerry Connelly.
Sứ mệnh tổ chức hội đồng nhà trường là "để cho phép tất cả học sinh đạt được mức thành tựu cao đạt được và để có được kiến thức, kỹ năng, và giá trị mà họ cần để trở thành thành viên có trách nhiệm của một xã hội dân chủ."